# Diocesi di Luoyang
La diocesi di Luoyang (in latino: Dioecesis Loiamensis) è una sede della Chiesa cattolica in Cina suffraganea dell'arcidiocesi di Kaifeng. Nel 1950 contava 10.122 battezzati su 3.000.000 di abitanti. La sede è vacante.

## Territorio
La diocesi comprende parte della provincia cinese di Henan.
Sede vescovile è la città di Luoyang, dove si trova la cattedrale della Madre di Dio.

## Storia
La prefettura apostolica di Luoyang fu eretta il 25 maggio 1929 con il breve Nobis ex alto di papa Pio XI, ricavandone il territorio dal vicariato apostolico di Zhengzhou (oggi diocesi). La cura pastorale fu affidata ai missionari Saveriani di Parma.
Il 28 gennaio 1935 la prefettura apostolica fu elevata al rango di vicariato apostolico con la bolla Succrescente in dies del medesimo papa Pio XI.
L'11 aprile 1946 il vicariato apostolico è stato elevato a diocesi con la bolla Quotidie Nos di papa Pio XII.
Il 10 settembre 1987 fu ordinato segretamente vescovo clandestino della diocesi monsignor Pierre Li Hongye, deceduto durante la veglia pasquale il 23 aprile 2011.

## Cronotassi dei vescovi
Si omettono i periodi di sede vacante non superiori ai 2 anni o non storicamente accertati.
- Assuero Teofano Bassi, S.X. † (9 gennaio 1930 - 8 novembre 1970 deceduto)
  - Sede vacante
  - Pierre Li Hongye † (10 settembre 1987 - 23 aprile 2011 deceduto)

## Statistiche
La diocesi nel 1950 su una popolazione di 3.000.000 di persone contava 10.122 battezzati, corrispondenti allo 0,3% del totale.
| anno | popolazione | popolazione | popolazione | presbiteri | presbiteri | presbiteri | presbiteri                | diaconi | religiosi | religiosi | parrocchie |
| anno | battezzati  | totale      | %           | numero     | secolari   | regolari   | battezzati per presbitero | diaconi | uomini    | donne     | parrocchie |
| ---- | ----------- | ----------- | ----------- | ---------- | ---------- | ---------- | ------------------------- | ------- | --------- | --------- | ---------- |
| 1950 | 10.122      | 3.000.000   | 0,3         | 33         | 8          | 25         | 306                       |         |           | 25        | 11         |

Secondo alcune fonti statistiche la diocesi nel 2011 conta circa 10.000 fedeli, una trentina di sacerdoti e più di 50 religiose.